# سلطان الدوسری
سلطان الدوسری (انگلیسی: Sultan Al-Dossari؛ زادهٔ ۱ ژانویهٔ ۱۹۹۰) یک ورزشکار اهل عربستان سعودی است.